# Joan Carranza i Balsebre
Joan Carranza i Balsebre   (Ascó, 1928 - Santa Coloma de Farners, abril 1997) va ser un polític català.
Sastre de professió, va exercir com a alcalde d'Ascó entre el 1979 i el 1983, elegit a les primeres eleccions municipals espanyoles democràtiques després de la dictadura franquista com a cap de llista de la candidatura ecologista Defensa Popular. Va ser un referent ecologista en la lluita contra les centrals nuclears, acompanyat del capellà Miquel Redorat, el cronista Carmel Biarnés i el pagès Ramon Tarragó, que van fonamentar el moviment antinuclear del país.
A les següents eleccions municipals, una candidatura pronuclear el va fer fora de l'alcaldia. Amb l'entrada en funcionament de la Central Nuclear d'Ascó el 1983, va abandonar el poble per a anar a viure a Santa Coloma de Farners, on va continuar la lluita ecologista amb Els Verds - Alternativa Verda. El va ajudar a instal·lar-s'hi el seu amic Pere Carbonell, originari d'aquesta població. Allà va morir i va ser enterrat el 2 d'abril del 1997. El 26 de setembre del mateix any, va ser homenatjat pòstumament al Pati Llimona de Barcelona.
Pel que fa a la vida familiar, va tenir nou fills amb Maria Font, de la Fatarella, d'entre els quals l'escriptor Andreu Carranza.